# 福井優也
福井 優也（ふくい ゆうや、1988年2月8日 - ）は、岡山県英田郡西粟倉村出身の元プロ野球選手（投手）、野球指導者。右投右打。ベースボール・チャレンジ・リーグの福島レッドホープスで投手コーチを務めている。

## 経歴

### プロ入り前
西粟倉村立西粟倉小学校3年からソフトボールを始め、この頃からプロ野球選手になることだけを考えていた。夏は野球、冬はクロスカントリースキーで全国大会に出場した経験もある。
西粟倉村立西粟倉中学校に進学後は兵庫県の硬式野球チーム「佐用スターズ」に入団し、2年から投手を務めた。
2003年に愛媛県の済美高校へ入学。当時創部2年目の硬式野球部で、監督に就任した上甲正典（前・宇和島東高校硬式野球部監督）を慕っての入学だった。
1年時の秋からエースの座をつかむと、11月の明治神宮野球大会東北高校戦で2安打完封勝利（7回コールド）を挙げた。2年春には第76回選抜高等学校野球大会に出場。創部3年目にして初の甲子園大会出場となった。大会では、1回戦の土浦湖北高校戦、2回戦の東邦高校戦で2試合連続完封勝利を挙げるなどの活躍を見せ、初出場初優勝に貢献した。
2年夏は、愛媛大会を勝ち上がり、第86回全国高等学校野球選手権大会に出場。春夏連続で甲子園大会出場となった。2回戦（初戦）から準決勝までの4試合全てで先発、完投勝利を挙げ、春夏連続で決勝進出に貢献。決勝の駒澤大学附属苫小牧高校戦でも先発したが、疲労もあり5回途中6失点で降板。その後チームは一時逆転に成功したものの、再び逆転を許し、優勝はならなかった。
3年からは主将を任され、夏には2年連続で愛媛大会を制し、第87回全国高等学校野球選手権大会に出場。1回戦の旭川工業高校戦では8回10奪三振無失点の好投を見せたが、2回戦の清峰高校戦では1回戦で指にできた肉刺の影響もあって制球が定まらず、2回に四死球を連発して5失点を喫し、そのまま敗退した。在学中、甲子園球場の全国大会では12試合に登板し、通算9勝。当時の1学年先輩に、鵜久森淳志や高橋勇丞がいる。
2005年10月3日に行われた高校生ドラフト会議では、読売ジャイアンツから4巡目で指名を受けた。いったんは入団の意思を示したものの、11月5日に入団を辞退する意向を表明した。
大学進学に際し、4年時のドラフト会議でどの球団からも指名されずに硬式野球部のある企業へ就職する事態を想定したうえで、早稲田大学か慶應義塾大学への進学を検討。当時、早稲田大学野球部の監督を務めていた應武篤良から「進学先を早稲田だけに絞るのなら入部させる」と言われ、早稲田大学への進学を決めた。しかし実際には、入部に有利な推薦入試の締め切りに間に合わず、一般受験にも合格しなかった。このため、2006年は浪人生活を送りながら、ワールドウイング（鳥取市内のトレーニング施設）で勉強とトレーニングに励んだ。
2007年、早稲田大学スポーツ科学部トップアスリート選抜入試に合格。斎藤佑樹、大石達也らと同期で推薦入学し、野球部に入部。斎藤とともに2人の甲子園優勝投手は将来のダブルエースとして期待された。福井は後に「斎藤と大石は目標であり自分を満足させなかったライバル。自分は3番目です」と語っている。
1年春の東京六大学野球開幕2戦目（東京大学戦）に先発登板したが3回途中で2失点で降板した。その後は投球フォームを崩し、さらに夏には右肩痛を発症したため、ベンチ入りメンバーから外された。この頃はマウンド上での態度が悪く投球に悪影響を与えていたが、周りからの指摘で改めたことで冷静に投球できるようになったという。
2008年5月31日、東京六大学野球春季リーグ早慶戦1回戦に4番手でマウンドに上がり、2回を打者8人1安打無失点に抑えリーグ戦初勝利を挙げた。2009年春からは先発に定着。土曜日の初戦に斎藤、日曜日の2戦目に福井が投げるというローテーションだった。

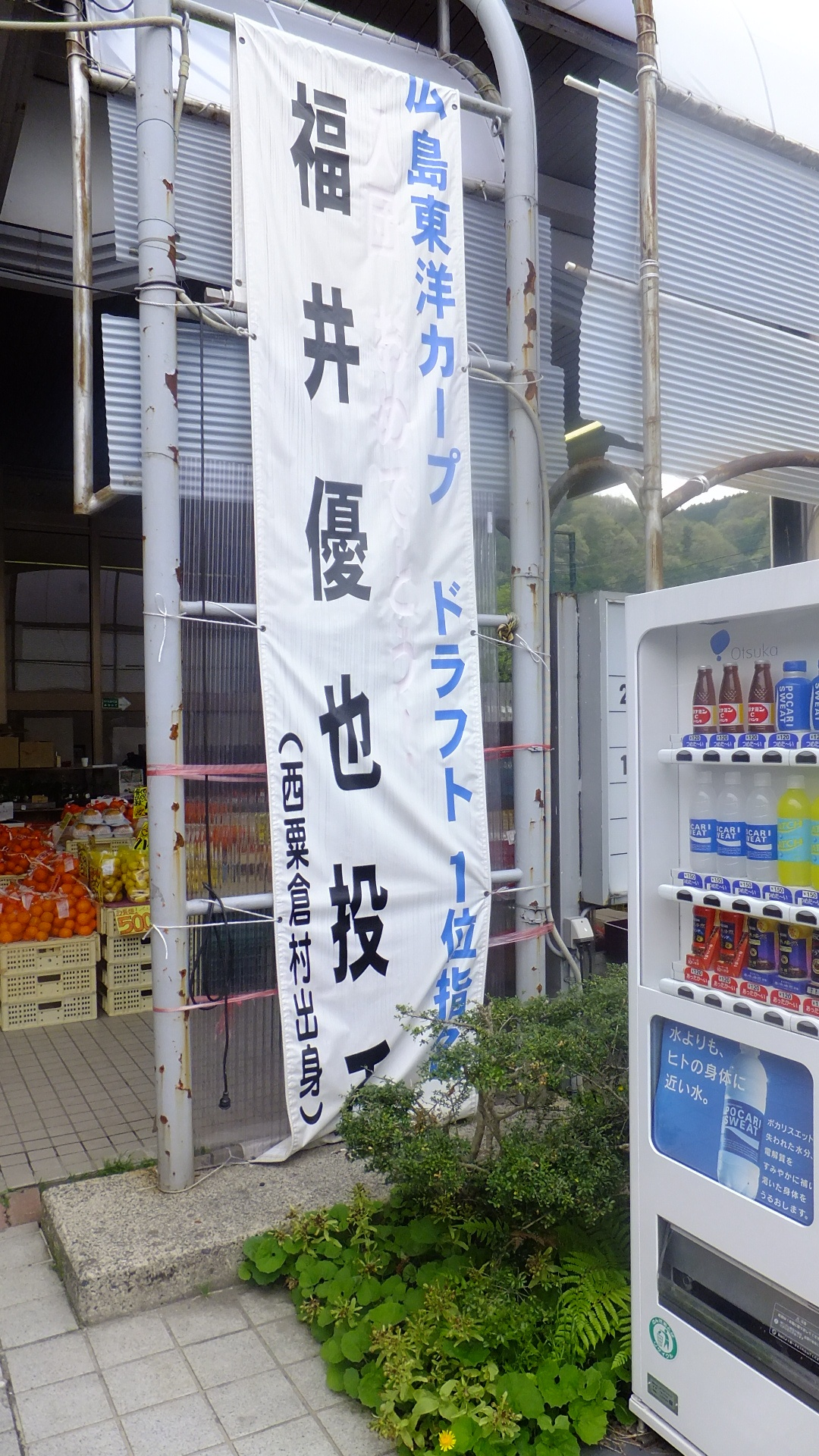
福井の出身地である岡山県英田郡西粟倉村では広島東洋カープに2010年プロ野球ドラフト会議で1位を指名されたことを記念して垂れ幕が掲げられた。

4年次の2010年春からは早稲田のエース番号11を背負った。9月12日の東京六大学野球秋季リーグ法政大学2回戦では、リーグ戦初完投を記録し、通算10勝目を挙げた。リーグ通算成績は、35試合の登板で11勝3敗、防御率2.57、144奪三振だった。
2010年10月28日に行われたドラフト会議で、大石を抽選で外した広島東洋カープから1位指名を受け、11月28日に契約金1億円、年俸1500万円（金額は推定）で仮契約を結んだ。背番号は11。この年のドラフト会議の1巡目では、大石は（広島を含む）6球団からの重複指名を受け抽選の末埼玉西武ライオンズが、斎藤は4球団から重複指名を受け北海道日本ハムファイターズが入団交渉権を獲得。同一所属から3人の投手が1位指名を受けた事例は、NPBのドラフト会議史上初めてで、3人とも指名後に入団した。
なお、ドラフト会議の直後に催された明治神宮野球大会では、東海大学との決勝に先発。6回5安打1失点（自責点0）という好投で、チームを優勝に導いた。

### 広島時代

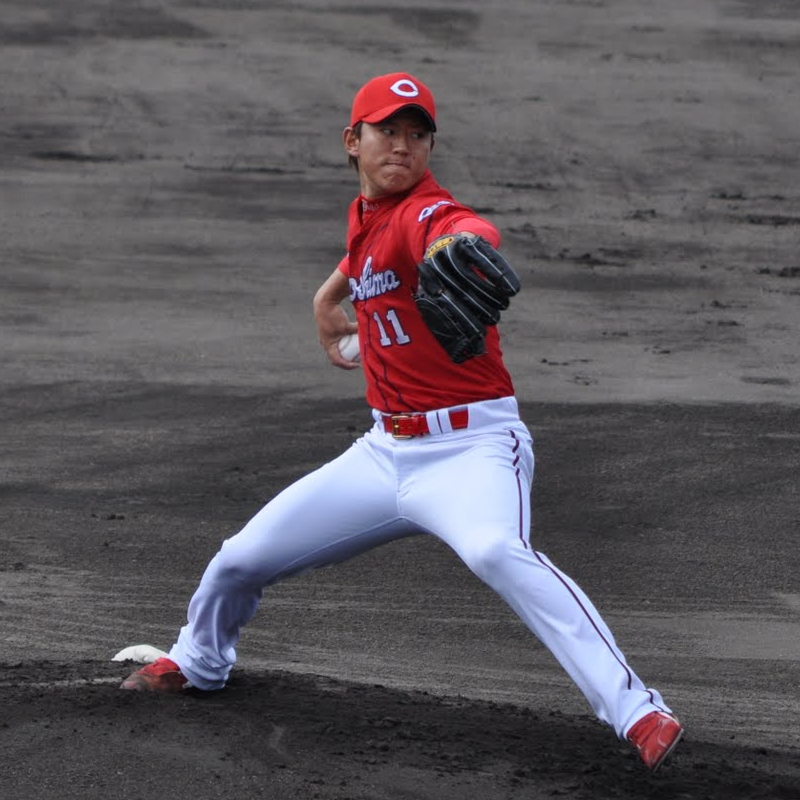
広島時代
（2012年 沖縄市野球場にて）

2011年は、春季キャンプ中に左太もも裏の張りを訴え別メニュー調整となり、ブルペン入りは2月10日まで遅れた。それでも調整を重ね、開幕先発ローテーション入りを果たし、4月17日の対巨人戦（MAZDA Zoom-Zoom スタジアム広島）で、先発投手として一軍公式戦にデビューした。7回6安打2失点と好投し、プロ初勝利を挙げた。巨人戦で初登板初勝利を記録するのは2006年の齊藤悠葵以来、史上15人目。この日は、日本ハムに入団した斎藤も、対千葉ロッテマリーンズ戦（札幌ドーム）で初先発初勝利を挙げた。同日に2人の新人が初登板初先発勝利を挙げたのは1981年の杉本正と山内和宏以来、30年ぶりだった。なお、日本ハムの試合が広島の試合より早く終了したため、新人勝利一番乗りは斎藤に譲った。8月25日の横浜ベイスターズ戦（マツダ）では、9回6安打1失点でプロ初完投勝利を挙げた。球団の新人が完投勝利を挙げるのは、1997年の澤崎俊和と黒田博樹以来であった。最終的にこの年は、一軍公式戦に通算で27試合に先発登板し、8勝10敗を記録。球団の新人としては1997年の澤崎と黒田以来、14年ぶりにリーグの規定投球回に到達した。一方で、規定投球回到達者ではワーストとなる防御率4.12、セントラル・リーグ最多となる68与四球と11暴投を記録するなど、課題も残した。オフの12月7日には、1200万円増となる推定年俸2700万円で契約更改した。
2012年は、2年連続で開幕先発ローテーション入りを果たしたが、5試合の登板で1勝2敗、防御率5.40と不振が続き、5月5日にプロ入り後初の二軍降格が決まった。その後、7月に再び一軍に昇格すると、同13日の横浜DeNAベイスターズ戦（横浜スタジアム）で、プロ入り後初めて中継ぎとして登板した。その後、再び先発に転向し、8月4日の阪神タイガース戦（マツダ）で2勝目を挙げた。この年は10試合に先発登板するも、6回を投げ切ったのは2試合のみに終わり、2勝3敗と結果を残せなかった一方で、6試合の中継ぎ登板では防御率2.89と安定した投球を見せた。
2013年は、本格的に中継ぎに転向。勝ちパターンの一角として開幕一軍入りしたが、開幕から3試合連続で失点し、4月6日に二軍降格となった。その後は一軍定着はならず、一軍と二軍の往復を繰り返し、最終成績は12試合の登板で0勝2敗、防御率8.69に終わった。
2014年は、春季キャンプの前に、プロ入り後初めて斎藤・大石と自主トレーニングを行った。この年は再び先発に転向し、5月7日の東京ヤクルトスワローズ戦（明治神宮野球場）でシーズン初先発登板するも、5回6失点で即二軍降格となった。それでも2度目の先発登板となった7月27日の対阪神戦（マツダ）では、9回1失点の完投で、2年ぶりの勝利を挙げた。その後は先発ローテーション入りし、最終的に11試合の登板で4勝5敗を記録。オフには100万円増となる年俸2200万円で契約更改した。
2015年は、エースの前田健太、大瀬良大地、野村祐輔に加え、メジャーリーグから黒田が復帰、クリス・ジョンソンが加入したことで、チームの先発投手陣に厚みが増した。それでも、黒田から春季キャンプでかけられた言葉により、メンタル面が改善。これまで四球を出すたびに焦りが生じていたが、気持ちに余裕ができたことで制球力も向上したことで、6番手として3年ぶりに開幕先発ローテーション入りを果たした。4月は日程の都合上2試合のみの登板だったが、初登板は6回2失点、2試合目は7回無失点でシーズン初勝利を挙げた。5月に入ると先発ローテーションに再び定着し、自身4連勝も記録した。8月16日のDeNA戦（マツダ）で自己最多タイとなる8勝目を挙げると、同22日の巨人戦（マツダ）では8回1失点の好投で、自己最多となる9勝目を挙げた。最終的に、この年は一軍公式戦に先発で21試合に登板。通算の投球イニングは131回3/1で、入団1年目以来となるリーグの規定投球回到達はならなかったものの、9勝6敗、防御率3.56という成績を残した。オフには2000万円増となる推定年俸4200万円で契約更改した。
2016年は、チームが8年ぶりに復活させた投手キャプテンに就任した。この年は、前年までエースだった前田がメジャーリーグに移籍し、大瀬良が右肘内側側副じん帯部分損傷で離脱したため、先発ローテーションの柱として期待され、開幕先発ローテーション入りを果たした。しかし、5月8日までの7試合で1勝2敗、防御率5.38、3試合連続で5失点以上を喫するなど調子が上がらず、5月9日に登録抹消となった。それでも、後半戦で一軍のローテーションに復帰。8月23日の対巨人戦（東京ドーム）に先発で勝利したことによって、チームに25年ぶりの優勝マジック（20）が点灯した。1週間後（同月31日）の対DeNA戦（マツダ）にも先発する予定だったが、試合開始の直前に首の痛みを訴えたため、急遽登板を回避（チームは九里亜蓮を先発に立てて延長10回裏にサヨナラ勝利した）。翌9月1日の検査で「傍脊柱筋筋膜炎」と診断されたため、再び登録を抹消され、そのままシーズンを終えた。一軍公式戦全体では、13試合の登板で5勝4敗、防御率4.34を記録した。
2017年は、一軍公式戦5試合の登板で1勝3敗、防御率7.16に留まった。シーズン終了後の11月11日に結婚した。
2018年は、一軍公式戦で自己最少の3試合の登板に留まり、0勝3敗と、2013年以来5シーズンぶりに未勝利でシーズンを終えた。

### 楽天時代
2018年11月29日に、菊池保則との交換トレードで東北楽天ゴールデンイーグルスに移籍することが発表された。背番号は31。当時は斎藤が日本ハム、大石が西武で現役を続けていたことから、福井の楽天移籍によって3人ともパシフィック・リーグの球団に同時に在籍することになった（大石は翌2019年限りで現役を引退）。
2019年は、開幕から一軍先発陣の一角を担うと、4月10日の対西武戦（メットライフドーム）で移籍後初勝利を挙げた。一軍公式戦での勝利は広島時代の2017年4月26日に対巨人戦（マツダ）に先発で記録して以来2シーズン（714日）ぶりだった。その後も、5月までに西武から3勝を挙げるなどチームの開幕ダッシュに貢献した。5月中旬以降は一軍から遠ざかっていたが、一軍が千葉ロッテマリーンズとの間でクライマックスシリーズ（CS）への進出権を争っていた9月21日にも、楽天生命パークでの対西武戦に先発。「ショートスターター」として3回無失点の好投でチームの勝利とCS進出に貢献した。最終的に、レギュラーシーズン全体では一軍公式戦8試合に登板。西武から3勝を挙げたものの、それ以外からは勝ち星を挙げられず、3勝1敗、防御率5.18に留まった。
2020年は、二軍で開幕を迎え、8月2日に一軍初昇格。7試合に先発するも、打線の援護に恵まれない試合もあり、0勝4敗、防御率5.46という成績でシーズンを終えた。
2021年は、6月18日に一軍昇格すると、同日のオリックス・バファローズ戦で、中継ぎとしてシーズン初登板し、2回無失点に抑えた。その後も中継ぎとして一軍に帯同し、最終的に19試合に登板。0勝0敗、防御率4.43を記録した。
2022年は、中継ぎとして11試合に登板し、0勝0敗1ホールド、防御率4.09を記録したが、10月3日に戦力外通告を受けた。

### BCL・福島時代
2022年11月8日、楽天生命パークで行われた12球団合同トライアウトに参加。「NPBは無理でも独立リーグで勉強することもある。簡単には終わらせない」と感想を述べた。その後、12月27日に放送された「プロ野球戦力外通告2022」に出演し、独立リーグのベースボール・チャレンジ・リーグに所属する福島レッドホープスへの入団を公表した。その後、同日中に球団からも入団が発表された。背番号は11。
2023年8月25日、対新潟アルビレックス・ベースボール・クラブ戦（しらさわグリーンパーク）で、リーグ史上7人目となるノーヒット・ノーランを達成した。このシーズンは最終的に17試合に登板（すべて先発）して10勝5敗、防御率2.28の成績で、リーグの地区最優秀防御率のタイトルを獲得した。シーズン終了後の12月18日、投手兼任コーチに就任することが発表された。
2024年5月12日、対群馬ダイヤモンドペガサス戦（しらさわグリーンパーク）での登板の際、暴投後にベースカバーも間に合わず失点を許した場面で、走者がまだいるインプレー中にもかかわらずボールをグラウンドに叩きつけた。大きく弾んだボールはボールデッドとなり、残っていた走者に安全進塁権が与えられ、その進塁で逆転を許すといった珍プレーがあった。8月6日、同年限りでの現役引退を発表した。

## 選手としての特徴

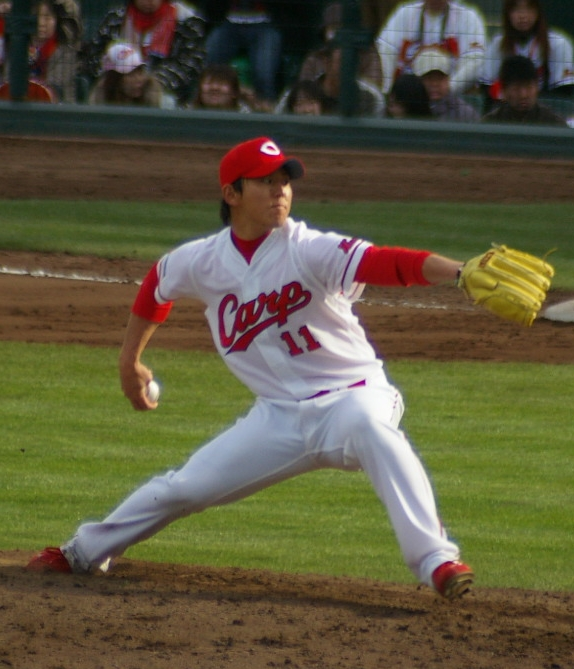
広島時代（2011年）

平均球速約141km/h、最速152km/hのストレートと縦のスライダー、カーブ、フォークが武器。一方でプロ1年目の2011年にリーグ最多の与四球・暴投を記録するなど制球力に欠けており、広島時代に投手コーチだった大野豊からは「新しい球を覚えるというより、持ち球の制球力を磨いてほしい」と修正点を挙げられていた。

## 人物
長兄の和真は元前橋育英高校のアンダースロー投手で、現在は同校のコーチを務めている。次兄の龍一も2003年の甲子園に沖縄尚学高校の投手兼外野手として出場しベスト16まで進出したが2011年4月20日に交通事故により死去。福井には先発を務めた4月24日のヤクルト戦後に訃報が伝えられた。5月3日の横浜戦で、先発を務め6回2/3を1失点と好投し勝ち投手になり、お立ち台では「天国のお兄ちゃんに捧げたいです」と涙を見せた。
2005年のNPB高校生ドラフト会議で巨人から指名されたにもかかわらず入団を固辞したことをめぐっては、指名順位が4位と低かったことが理由として報じられていたが、本人はそのことを否定。甲子園球場の全国大会と無縁であった北照高校から自身と同じ右投手の加登脇卓真が3位で指名されたことや、徳島商業高校から2003年のNPBドラフト会議4位指名を経て入団した平岡政樹が、2005年高校生ドラフト会議の前後に支配下選手登録の解除（育成選手としての再契約）を通告されたことにショックを受けたことを理由に挙げている。また、固辞を申し入れてから早稲田大学への入学までに1年間の浪人生活を余儀なくされたことについては、「高校時代に酷使した右肩を休めることができたので、充実した1年だった」と語っている。
性格については、早稲田大学の監督だった應武からは、「ふてぶてしく見えるが、実は繊細で（同期の斎藤・大石に比べて）プロに向いている」と評価。広島のスカウトとして福井の入団交渉を担当した苑田聡彦からは、「斎藤や大石に比べて闘争心を強く感じた」との印象を持たれている。一方で、プロ入り後、SNS上で審判員の投球判定に遠回しに文句をつけるような投稿を行い、ファンから「さすがに女々しい」と非難を受けたこともある。
同郷にはバンクーバーパラリンピック・金メダリストの新田佳浩がいる。福井も新田が出場した長野パラリンピックを現地で観戦していた。また、大学の同級生には九州朝日放送アナウンサーの長岡大雅がおり、今でも親交が深い。
恩師の應武篤良が死去した際には「『早稲田大学に来い』と熱心に言ってくれたのが応武監督で、その熱意のおかげで一浪する覚悟ができ、早稲田に入ることを決めました。応武監督の熱意がなければその覚悟もつかなかったですし、プロにも行くこともかなわず、今の自分はなかったと思います」と感謝を述べいている。

## 詳細情報

### 年度別投手成績
| 年 度      | 球 団      | 登 板 | 先 発 | 完 投 | 完 封 | 無 四 球 | 勝 利 | 敗 戦 | セ 丨 ブ | ホ 丨 ル ド | 勝 率 | 打 者 | 投 球 回 | 被 安 打 | 被 本 塁 打 | 与 四 球 | 敬 遠 | 与 死 球 | 奪 三 振 | 暴 投 | ボ 丨 ク | 失 点 | 自 責 点 | 防 御 率 | W H I P |
| ---------- | ---------- | ----- | ----- | ----- | ----- | -------- | ----- | ----- | -------- | ----------- | ----- | ----- | -------- | -------- | ----------- | -------- | ----- | -------- | -------- | ----- | -------- | ----- | -------- | -------- | ------- |
| 2011       | 広島       | 27    | 27    | 2     | 0     | 0        | 8     | 10    | 0        | 0           | .444  | 640   | 146.1    | 133      | 14          | 68       | 0     | 8        | 120      | 11    | 2        | 76    | 67       | 4.12     | 1.37    |
| 2012       | 広島       | 17    | 10    | 0     | 0     | 0        | 2     | 3     | 0        | 0           | .400  | 264   | 58.2     | 52       | 6           | 37       | 0     | 1        | 53       | 2     | 1        | 28    | 28       | 4.30     | 1.52    |
| 2013       | 広島       | 12    | 1     | 0     | 0     | 0        | 0     | 2     | 0        | 0           | .000  | 98    | 19.2     | 29       | 1           | 11       | 0     | 1        | 14       | 1     | 0        | 23    | 19       | 8.69     | 2.03    |
| 2014       | 広島       | 11    | 11    | 1     | 0     | 0        | 4     | 5     | 0        | 0           | .444  | 268   | 60.0     | 58       | 2           | 29       | 0     | 9        | 36       | 5     | 0        | 30    | 29       | 4.35     | 1.45    |
| 2015       | 広島       | 21    | 21    | 0     | 0     | 0        | 9     | 6     | 0        | 0           | .600  | 541   | 131.1    | 106      | 10          | 53       | 0     | 5        | 99       | 7     | 1        | 53    | 52       | 3.56     | 1.21    |
| 2016       | 広島       | 13    | 13    | 0     | 0     | 0        | 5     | 4     | 0        | 0           | .556  | 345   | 76.2     | 84       | 9           | 30       | 0     | 4        | 63       | 0     | 0        | 38    | 37       | 4.34     | 1.49    |
| 2017       | 広島       | 5     | 5     | 0     | 0     | 0        | 1     | 3     | 0        | 0           | .250  | 131   | 27.2     | 36       | 1           | 12       | 0     | 2        | 15       | 0     | 0        | 24    | 22       | 7.16     | 1.73    |
| 2018       | 広島       | 3     | 3     | 0     | 0     | 0        | 0     | 3     | 0        | 0           | .000  | 67    | 15       | 18       | 5           | 5        | 0     | 0        | 13       | 1     | 0        | 14    | 14       | 8.40     | 1.53    |
| 2019       | 楽天       | 8     | 8     | 0     | 0     | 0        | 3     | 1     | 0        | 0           | .750  | 150   | 33.0     | 31       | 3           | 24       | 0     | 2        | 20       | 1     | 0        | 19    | 19       | 5.18     | 1.67    |
| 2020       | 楽天       | 7     | 7     | 0     | 0     | 0        | 0     | 4     | 0        | 0           | .000  | 128   | 29.2     | 26       | 2           | 14       | 0     | 2        | 18       | 0     | 0        | 18    | 18       | 5.46     | 1.35    |
| 2021       | 楽天       | 19    | 0     | 0     | 0     | 0        | 0     | 0     | 0        | 0           | ----  | 82    | 20.1     | 17       | 3           | 6        | 0     | 0        | 21       | 1     | 0        | 10    | 10       | 4.43     | 1.13    |
| 2022       | 楽天       | 11    | 0     | 0     | 0     | 0        | 0     | 0     | 0        | 1           | ----  | 49    | 11.0     | 14       | 1           | 4        | 1     | 0        | 7        | 1     | 0        | 5     | 5        | 4.09     | 1.64    |
| 通算：12年 | 通算：12年 | 154   | 106   | 3     | 0     | 0        | 32    | 41    | 0        | 1           | .438  | 2763  | 629.1    | 604      | 57          | 293      | 1     | 34       | 479      | 30    | 4        | 338   | 320      | 4.58     | 1.43    |

- 2022年度シーズン終了時
- 各年度の太字はリーグ最高

### 年度別守備成績
| 年 度 | 球 団 | 投手  | 投手  | 投手  | 投手  | 投手  | 投手     |
| 年 度 | 球 団 | 試 合 | 刺 殺 | 補 殺 | 失 策 | 併 殺 | 守 備 率 |
| ----- | ----- | ----- | ----- | ----- | ----- | ----- | -------- |
| 2011  | 広島  | 27    | 6     | 21    | 1     | 1     | .964     |
| 2012  | 広島  | 17    | 0     | 7     | 1     | 0     | .875     |
| 2013  | 広島  | 12    | 6     | 4     | 0     | 0     | 1.000    |
| 2014  | 広島  | 11    | 6     | 6     | 1     | 1     | .923     |
| 2015  | 広島  | 21    | 12    | 20    | 1     | 0     | .970     |
| 2016  | 広島  | 13    | 5     | 15    | 1     | 0     | .952     |
| 2017  | 広島  | 5     | 4     | 3     | 2     | 1     | .778     |
| 2018  | 広島  | 3     | 1     | 2     | 0     | 0     | 1.000    |
| 2019  | 楽天  | 8     | 1     | 7     | 0     | 0     | 1.000    |
| 2020  | 楽天  | 7     | 3     | 4     | 2     | 0     | .778     |
| 2021  | 楽天  | 19    | 0     | 2     | 0     | 1     | 1.000    |
| 2022  | 楽天  | 11    | 0     | 1     | 0     | 0     | 1.000    |
| 通算  | 通算  | 154   | 44    | 92    | 9     | 4     | .938     |

- 2022年度シーズン終了時

### 記録
初記録
投手記録
- 初登板・初先発・初勝利：2011年4月17日、対読売ジャイアンツ3回戦（MAZDA Zoom-Zoom スタジアム広島）、7回2失点[24]
- 初奪三振：同上、1回表にアレックス・ラミレスから空振り三振
- 初完投勝利：2011年8月25日、対横浜ベイスターズ17回戦（MAZDA Zoom-Zoom スタジアム広島）、9回6安打1失点6奪三振[28]
- 初ホールド：2022年4月10日、対北海道日本ハムファイターズ3回戦（札幌ドーム）、7回裏に2番手で救援登板、1回無失点

打撃記録
- 初安打：2011年6月19日、対北海道日本ハムファイターズ4回戦（MAZDA Zoom-Zoom スタジアム広島）、5回裏にブライアン・ウルフから左前安打
- 初打点：2015年7月2日、対読売ジャイアンツ14回戦（東京ドーム）、5回表一死一・三塁でアーロン・ポレダから遊ゴロの間に三塁走者が生還

その他の記録
- 1イニング3暴投：2015年6月7日、対東北楽天ゴールデンイーグルス3回戦（MAZDA Zoom-Zoom スタジアム広島）、4回表に記録 ※史上13人目（日本タイ記録）

### 独立リーグでの投手成績
| 年 度     | 球 団     | 登 板 | 先 発 | 完 投 | 完 封 | 無 四 球 | 勝 利 | 敗 戦 | セ 丨 ブ | ホ 丨 ル ド | 勝 率 | 打 者 | 投 球 回 | 被 安 打 | 被 本 塁 打 | 与 四 球 | 敬 遠 | 与 死 球 | 奪 三 振 | 暴 投 | ボ 丨 ク | 失 点 | 自 責 点 | 防 御 率 | W H I P |
| --------- | --------- | ----- | ----- | ----- | ----- | -------- | ----- | ----- | -------- | ----------- | ----- | ----- | -------- | -------- | ----------- | -------- | ----- | -------- | -------- | ----- | -------- | ----- | -------- | -------- | ------- |
| 2023      | 福島      | 17    | 17    | 1     | 1     | 0        | 10    | 5     | 0        | 0           | .667  | 449   | 110.1    | 92       | 6           | 27       | -     | 9        | 91       | 5     | 0        | 39    | 28       | 2.28     | 1.08    |
| 2024      | 福島      | 23    | 8     | 0     | 0     | 0        | 4     | 5     | 0        | 0           | .444  | 238   | 51.0     | 65       | 5           | 14       | -     | 6        | 44       | 2     | 0        | 40    | 34       | 6.00     | 1.55    |
| 通算：2年 | 通算：2年 | 40    | 25    | 1     | 1     | 0        | 14    | 10    | 0        | 0           | .583  | 687   | 161.1    | 157      | 11          | 41       | -     | 15       | 135      | 7     | 0        | 79    | 62       | 3.46     | 1.23    |

- 2024年度シーズン終了時

### 背番号
- 11（2011年 - 2018年、2023年 - ）
- 31（2019年 - 2022年）

### 登場曲
- 『終わりなき旅』Mr.Children（2012年 - ）

## 関連情報

### CM
- JA共済連 広島（2012年4月）
- 東亜地所（2017年） 東亜地所イメージキャラクターも務める。
  - 東亜地所 カープ選手4人篇（2017年）
  - 東亜地所 カープバッテリー篇（2017年）

### ポスター
- JAの自動車自賠責保険